# Josée Dayan
Pour les articles homonymes, voir Dayan et Dagnant.
Josée Dagnant, dite Josée Dayan, est une réalisatrice, productrice et scénariste française, née le 6 octobre 1943 à Toulouse.

## Biographie

### Jeunesse
De son vrai nom Josée Dagnant, elle naît le 6 octobre 1943 à Toulouse puis grandit à Alger. Son père, Albert Dagnant (né Albert Ben Dayan), est réalisateur à la télévision (RTF France V à Alger), chanteur d'opéra et acteur. Son père a des origines juives algériennes et italiennes. Sa grand-mère paternelle était propriétaire d'une salle de cinéma à Alger.
Dans les années 1960, elle assiste aux cours à l'institut des hautes études cinématographiques.

### Carrière
Josée Dayan débute par la captation de pièces de théâtre, puis réalise de nombreux téléfilms et épisodes de séries. Elle est connue pour ses adaptations d'œuvres littéraires comme Le Comte de Monte-Cristo, avec Gérard Depardieu, qui rassemble devant le petit écran 15 millions de téléspectateurs en 1998, Les Misérables (2000), Les Liaisons dangereuses (2003), avec Catherine Deneuve, Milady (2004) avec Arielle Dombasle et Les Rois maudits (2005).
On lui doit plusieurs téléfilms historiques, notamment La Rivière Espérance (1995), Balzac (1999), avec Gérard Depardieu dans le rôle-titre, et en 2008 les téléfilms Marie-Octobre, avec Nathalie Baye, et Château en Suède, une adaptation de la pièce de Françoise Sagan, avec Guillaume Depardieu.
Elle a tourné plusieurs longs métrages, dont Plein fer (1990), sans réellement percer au cinéma. En 2001, elle réalise Cet amour-là, sur un épisode de la vie de Marguerite Duras (interprétée par Jeanne Moreau), mais qui n'arrive pas à la relancer. En 2008, elle met en chantier une série de quatre téléfilms adaptés de Fred Vargas et interprétés par Jean-Hugues Anglade. On lui doit également un documentaire sorti en salle en 1979 et consacré à Simone de Beauvoir.
Pour autant, elle préfère les œuvres télévisuelles aux œuvres cinématographiques : « Je me vois mal mettre trois ans pour monter un projet. Tout simplement parce qu'au bout de dix-huit mois, je n'aurais plus envie de le faire. Au cinéma, le temps de gestation d'une œuvre, l'obtention d'un scénario, d'un financement, tout est beaucoup plus long qu'à la télévision ».
Elle a également fait quelques apparitions en tant qu'actrice, notamment en 2005 dans le film Akoibon d'Édouard Baer et D'après une histoire vraie de Roman Polanski en 2017.
Elle a réalisé des captations d'opéras et de pièces de théâtre comme Les Noces de Figaro de Mozart en 1980 ou L'Ex-femme de ma vie, pièce de Josiane Balasko en 1989.
En 2011, elle est présidente du jury au Festival du cinéma russe à Honfleur[source secondaire souhaitée].
Depuis 2015, elle réalise la série Capitaine Marleau sur France 3 et France 2.

### Vie privée
Josée Dayan est ouvertement lesbienne : « Pourquoi le cacher ? Cela m'a été tout à fait naturel. En devenant médiatique, j'ai pensé que je pouvais servir d'exemple à des gens qui n'osaient pas. »

### Engagement
En décembre 2023, elle est signataire de la tribune controversée N'effacez pas Gérard Depardieu visant notamment à défendre la présomption d'innocence de Gérard Depardieu, alors accusé de viol, agression sexuelle et harcèlement sexuel. Elle exprime ensuite des réserves et explique à propos de sa signature « [je] regrette la mise au pilori systématique » et ne pas vouloir pour « l'instant » la retirer.

## Filmographie

### Comme réalisatrice

#### Cinéma
- 1979 : Simone de Beauvoir (documentaire)
- 1990 : Plein fer
- 2001 : Cet amour-là

#### Télévision

##### Téléfilms
- 1974 : De vagues herbes jaunes
- 1975 : Au fil des rues... à Gennevilliers
- 1977 : Le Naufrage de Monte-Cristo
- 1978 : La Femme rompue
- 1980 : L'Embrumé
- 1980 : Les Noces de Figaro de Mozart (captation)
- 1982 : Le Retour d'Élisabeth Wolff, d'après le roman d'Hubert Monteilhet Le Retour des cendres[7]
- 1984 : Les Autres Jours
- 1985 : Le Deuxième Couteau
- 1987 : Je tue à la campagne
- 1987 : Les Passions de Céline
- 1988 :  Tourbillons
- 1989 : La Danse du scorpion
- 1989 : L'Ex-femme de ma vie de Josiane Balasko (captation)
- 1989 : Le Retour de Lemmy Caution
- 1989 : À corps et à cris
- 1990 : Le Pitre
- 1992 : Un flic pourri
- 1992 : Jo et Milou
- 1992 : Amour et Chocolat
- 1993 : Le Vin qui tue
- 1994 : Mort d'un gardien de la paix
- 1994 : Les Nuiteux
- 1995 : Victor et François
- 1995 : L'Enfant en héritage
- 1996 : L'Enfant du secret
- 1996 : Une clinique au soleil (titre d'abord envisagé : La Passion du docteur Bergh)
- 1996 : Les Liens du cœur
- 1997 : Les Héritiers
- 1999 : Balzac
- 2001 : L'Étrange Monsieur Joseph
- 2001 : Zaïde, un petit air de vengeance
- 2001 : Attila
- 2003 : Les Parents terribles
- 2004 : Milady
- 2006 : La Comtesse de Castiglione
- 2008 : Marie-Octobre
- 2008 : Château en Suède
- 2008 : Sous les vents de Neptune
- 2008 : L'Homme aux cercles bleus
- 2009 : L'homme à l'envers
- 2009 : Un lieu incertain
- 2009 : Mourir d'aimer
- 2009 : Folie douce
- 2010 : Ni reprise, ni échangée
- 2011 : Bouquet final
- 2011 : La Mauvaise Rencontre
- 2011 : Raspoutine
- 2012 : Nos retrouvailles
- 2012 : La Solitude du pouvoir
- 2013 : Le Clan des Lanzac
- 2013 : Indiscrétions
- 2014 : Entre vents et marées[8]
- 2017 : La Tueuse caméléon
- 2019 : Quand sort la recluse
- 2023 : Adieu vinyle
- 2024 : Sur la dalle

#### Séries télévisées
- 1983 : Les Amours romantiques (1 épisode)
- 1984 : Les Amours des années 50 (1 épisode)
- 1988 : Le Chevalier de Pardaillan
- 1988 : Sueurs froides (2 épisodes)
- 1991 : Navarro (2 épisodes)
- 1991-1992 : Le Gang des tractions (mini-série ; 3 épisodes)
- 1992 : Le JAP, juge d'application des peines (2 épisodes)
- 1993-1996 : Julie Lescaut (7 épisodes)
- 1994 : La Guerre des privés (2 épisodes)
- 1995 : La Rivière Espérance (9 épisodes)
- 1998 : Marc Eliot (4 épisodes)
- 1998 : Le Comte de Monte-Cristo (4 épisodes)
- 1999 : Les Bœuf-carottes (2 épisodes)
- 2000 : Les Misérables (4 épisodes)
- 2003 : Les Liaisons dangereuses (2 épisodes)
- 2005 : Les Rois maudits (5 épisodes)
- 2008 : Diane, femme flic (1 épisode)
- 2015-en cours : Capitaine Marleau (29 épisodes)[9]
- 2022 : Diane de Poitiers (2 épisodes)

### Comme actrice
- 2005 : Akoibon d'Édouard Baer : Jacqueline Pommard
- 2017 : D'après une histoire vraie de Roman Polanski : Karina, l'éditrice